# Catch Me If You Can
Catch Me If You Can là một bộ phim theo thể loại hình sự phá án, có mang tính chất hài hước (crime comedy-drama) dựa theo câu chuyện có thật về tiểu sử của Frank Abagnale (do Leonardo DiCaprio thủ vai) - người được biết đến là siêu lừa đảo trẻ tuổi nhất nước Mỹ, và cuộc truy tìm không ngừng nghỉ của Carl Hanratty (do Tom Hanks thủ vai) - một nhân viên FBI bên bộ phận phòng chống lừa đảo ngân hàng.
Bộ phim được đạo diễn bởi Steven Spielberg cùng dàn diễn viên Tom Hanks, Leonardo DiCaprio, Christopher Walken, Martin Sheen, Amy Adams, Nathalie Baye...

## Tóm tắt
Sớm rơi vào hoàn cảnh bố mẹ li dị, mọi thứ sụp đổ hoàn toàn với cậu thanh niên 16 tuổi. Frank bỏ nhà mang theo chí hướng của đời mình: bằng mọi cách phải kiếm thật nhiều tiền, để giành lại những gì mình đã mất, và cho cả người bố đáng thương - người mà Frank vô cũng yêu mến và kính phục.
Từ 1964 đến 1967, Frank Abagnale đã giả danh Phi công của hãng hàng không Pan American World Airways, mạo nhận là Giám đốc khoa nhi tại bệnh viện Georgia, thậm chí còn là Trợ lý chánh án tại toà án tối cao bang Louisiana. Ngoài ra Frank còn ký hơn 4 triệu USD ngân phiếu giả ở tổng cộng 50 bang nước Mỹ và 26 nước trên thế giới. Tất cả được thực hiện khi cậu chưa đầy 19 tuổi.
Frank cuối cùng bị bắt tại Montrichard, quê ngoại của cậu ở Pháp, vào năm 1969 và bị giam ở nhà tù Perpignan. Cậu được Carl Hanratty cùng cộng sự dẫn độ về Mỹ, và bị chịu kết án 12 năm tại nhà tù liên bang về nhiều tội danh giả mạo. Tuy nhiên với tài năng của mình, Frank đã được FBI trọng dụng. Vào năm 1974, cậu được mãn hạn tù với điều kiện phải cam kết phối hợp với các nhà chức trách liên bang điều tra tội phạm lừa đảo. Sau này Frank được coi là người đi tiên phong trong lĩnh vực tội phạm tài chính trên thế giới và là chủ sở hữu thiết kế của nhiều thiết bị soi ngân phiếu giả. Một điều thú vị đó là Frank và Carl tiếp tục trở thành bạn thân cho đến tận ngày nay.
Bộ phim dựng lại quá trình trượt dài trên con đường phạm pháp của một "tài hoa giả mạo" vô tiền khoáng hậu. Với năng khiếu của mình, Frank có thể giúp ích rất nhiều cho đời, tiếc rằng anh lại đi vào con đường lừa đảo không lối thoát và muốn vươn lên nhanh chóng theo nguyên lý "con chuột trong hũ bơ" của ông bố ranh mãnh. Nó cũng phản ánh một lối giáo dục thiển cận, gieo hạt đắng làm sao hái quả ngọt, những bài học ma mãnh đầu đời của Frank đều được vô tình học hỏi qua người bố.

## Giải thưởng
Catch Me If You Can được đề cử 2 giải Oscar vào năm 2003 cho hạng mục Nam diễn viên phụ xuất sắc nhất (Nhân vật người cha của Frank, do Christopher Walken thủ vai) và Nhạc phim xuất sắc nhất (John Williams). Ngoài ra bộ phim còn nhận được 31 giải thưởng cùng đề cử khác nhau tại nhiều liên hoan phim trên thế giới.